# La Chaux (Orne)
La Chaux ist eine Gemeinde im französischen Département Orne in der Normandie. Sie gehört zum Arrondissement Alençon und zum Kanton Magny-le-Désert. 
Nachbargemeinden sind Beauvain im Nordwesten, Saint-Georges-d’Annebecq im Norden, Rânes im Nordosten, Joué-du-Bois im Südosten, La Motte-Fouquet im Südwesten und Magny-le-Désert im Westen.

## Bevölkerungsentwicklung
| Jahr      | 1962 | 1968 | 1975 | 1982 | 1990 | 1999 | 2008 | 2015 | 2021 |
| --------- | ---- | ---- | ---- | ---- | ---- | ---- | ---- | ---- | ---- |
| Einwohner | 90   | 79   | 69   | 55   | 55   | 53   | 59   | 51   | 52   |